# Бельков, Ефим Григорьевич
Ефим Григорьевич Бельков (1907—1994) — советский хозяйственный, государственный и политический деятель, Герой Социалистического Труда.

## Биография
Родился 13 октября 1907 года в селе Печёркино Камышловского уезда (ныне — Свердловская область). Член КПСС с 1940 года.
С 1924 года — на хозяйственной, общественной и политической работе. В 1924—1970 гг. — крестьянин в собственном хозяйстве, колхозник, организатор колхозного производства, председатель колхоза им. Будённого (1950—1968) в Пышминском районе, участник Всесоюзной сельскохозяйственной выставки, председатель колхоза «Урал» Пышминского района Свердловской области.
Участник Великой Отечественной войны, командир миномётной роты 3-го стрелкового батальона 4-й гвардейского стрелкового полка 6-й гвардейской стрелковой дивизии.
Указом Президиума Верховного Совета СССР от 8 марта 1958 года присвоено звание Героя Социалистического Труда с вручением ордена Ленина и золотой медали «Серп и Молот». Также награждён малой золотой медалью ВСХВ (1955).
Делегат XXI съезда КПСС.
Умер в Екатеринбурге 14 июля 1994 года. Похоронен в селе Печёркино Пышминского района.